# ألباني بابا ديوب
ألباني بابا ديوب (بالفرنسية: Albaye Papa Diop)‏ (ولد في 12 ديسمبر 1984) هو لاعب كرة قدم سنغالي .

## روابط خارجية
- ألباني بابا ديوب على موقع عالم كرة القدم.نت (الإنجليزية)